# Вивіз капіталу
Вивіз капіталу — експорт капіталу в інші країни державою, фірмами, приватними особами у будь-якій формі (валютних коштів, продукції, послуг, робіт, прав інтелектуальної власності та інших немайнових прав) з метою одержання прибутків від виробничої та інших форм господарської діяльності, з метою вигіднішого їх розміщення і використання.
Міжнародний рух капіталу має великий вплив на світову економіку:
1. Сприяє росту світової економіки. Приплив закордонних інвестицій для країн-реципієнтів допомагає вирішити проблему браку продуктивного капіталу, збільшує інвестиційну спроможність, прискорює темпи росту.
2. Поглиблює міжнародний поділ праці та міжнародне співробітництво.
3. Збільшує обсяги взаємного товарообігу між країнами.

Між інтересами експортерів і імпортерів капіталу існують об'єктивні протиріччя. Перші зацікавлені в якнайприбутковішому розміщення своїх вільних коштів, другі прагнуть до їхнього найдешевшого одержання, по можливості на пільгових умовах чи безоплатно.
Для країн-реципієнтів імпорт капіталу має такі позитивні наслідки:
- долають проблеми внутрішнього виробництва, проблеми обмеженості ресурсів та їхнього ефективного використання;
- створюються нові робочі місця;
- іноземний капітал приносить нові технології, ефективний менеджмент;
- прискорюються темпи НТП;
- розширюється товарний експорт, тому що вивіз капіталу стає засобом заохочення вивезення товарів за кордон;
- приплив капіталу сприяє поліпшенню платіжного балансу країни.

Негативні наслідки імпорту капіталу:
- приплив іноземного капіталу витісняє місцевий капітал з прибуткових галузей. Це може призвести до однобокого розвитку країни і загроз її економічної безпеки;
- безконтрольний імпорт капіталу може супроводжуватися забрудненням довкілля;
- імпорт капіталу часто пов'язаний з проштовхуванням на ринок країни-реципієнта товарів, що вже пройшли свій життєвий цикл, а також знятих з виробництва в результаті недоброякісних властивостей;
- імпорт позичкового капіталу веде до збільшення зовнішньої заборгованості країни.

До числа наслідків для країн, що експортують капітал, можна віднести:
- вивіз капіталу за кордон без адекватного залучення іноземних інвестицій веде до уповільнення економічного розвитку;
- вивезення капіталу негативно позначається на рівні зайнятості;
- переміщення капіталу несприятливо позначається на платіжному балансі країни.

Головними експортерами капіталу традиційно є промислово розвинуті країни (США, Велика Британія, Німеччина, Франція, Японія, Нідерланди, Швейцарія). До банківського капіталу додалися інституційні інвестори — страхові компанії, пенсійні, інвестиційні, довірчі фонди. Важливим напрямком експорту капіталу стала «офіційна допомога розвитку», тобто надання безоплатної економічної та технічної допомоги та різного роду кредитів країнам, що розвиваються,.
Однак ці ж країни є і головними імпортерами капіталу. Вони використовують його для вирішення своїх господарських завдань (модернізація промисловості, створення нових галузей), а також макроекономічних завдань (покриття дефіциту бюджету і платіжного балансу, боротьба з інфляцією).
Особливо широко фінансові ресурси Заходу залучають держави, що розвиваються. Вони домоглися високих темпів розвитку в 1990-х рр. передусім за рахунок перетворення задачі подолання відсталості в основну мету економічної політики.
Більше половини всіх коштів, що надходять з приватних джерел, припадає на ПЗІ. Припливу ПЗІ сприяли такі фактори:
- загальна лібералізація економіки країн, що розвиваються;
- полегшення доступу іноземного капіталу;
- висока оцінка перспектив розвитку в ряді країн (особливо Азії);
- дешевизна робочої сили;
- ослаблення протекціонізму та полегшення доступу продукції країн, що розвиваються, на ринки розвинених країн.

Приплив ПЗІ прискорив розвиток промисловості країн, що розвиваються, і загальну модернізацію економіки, отримали розвиток туризм, банківська та ін сучасні сфери економіки.
Притоку портфельних інвестицій сприяли:
- Створення фондових ринків і допуск на них іноземних інвесторів;
- Вища дохідність цінних паперів;
- Включення в глобальну мережу.